# Левакин, Вячеслав Алексеевич
Левакин, Вячеслав Алексеевич (13 июня 1940 года — 1 декабря 1994) — народный депутат СССР от Пролетарского национально-территориального избирательного округа № 604 Мордовской АССР.

## Биография
Родился 13 июня 1940 года, уроженец быв. с. Полковка ныне в составе Чамзинского муниципального района Республики Мордовия, русский.
Образование высшее — окончил Мордовский государственный университет имени Н. П. Огарева. Член КПСС.
С 1978 по 1994 гг. генеральный директор Саранского производственного объединения «Светотехника», затем «Лисма».
«ЗАСЛУЖЕННЫЙ МАШИНОСТРОИТЕЛЬ РОССИЙСКОЙ ФЕДЕРАЦИИ»
Член Комиссии Совета Национальностей по товарам народного потребления, торговле, коммунально-бытовым и другим услугам населению.